# Juno Awards 2020
I Juno Awards 2020 si sarebbero dovuti svolgere il 29 giugno 2020 a Saskatoon, presso il SaskTel Centre. A causa della pandemia di COVID-19 la cerimonia è stata annullata e sostituita con una virtuale, nella quale sono stati annunciati i vincitori di ogni categoria.

## Categorie

### Artista dell'anno
- Shawn Mendes
- Bryan Adams
- Alessia Cara
- Tory Lanez
- Jessie Reyez

### Gruppo dell'anno
- Loud Luxury
- 88Glam
- Elijah Woods x Jamie Fine
- The Reklaws
- Walk off the Earth

### Artista rivelazione dell'anno
- Lennon Stella
- Bbno$
- Ali Gatie
- Alexandra Stréliski
- Tenille Townes

### Gruppo rivelazione dell'anno
- Neon Dreams
- The Blue Stones
- Hunter Brothers
- Palaye Royale
- Valley

### Fan Choice Award
- Avril Lavigne
- Bbno$
- Justin Bieber
- Alessia Cara
- Ali Gatie
- Tory Lanez
- Loud Luxury
- Shawn Mendes
- Nav
- The Weeknd

### Cantautore dell'anno
- Alessia Cara
- Tim Baker
- Bülow
- Tenille Townes
- Patrick Watson

### Produttore dell'anno
- Ben Kaplan
- Steve Bays
- Derek Hoffman
- Jon Levine
- Michael Wise

### Ingegnere del suono dell'anno
- John Bailey
- Jason Dufour
- Vic Florencia
- George Seara
- Ryan Worsley

### Album dell'anno
- Alessia Cara - The Pains of Growing
- Bryan Adams - Shine a Light
- Michael Bublé - Love
- Nav - Bad Habits
- Alexandra Stréliski - Inscape

### Album internazionale dell'anno
- Billie Eilish - When We All Fall Asleep, Where Do We Go?
- Ariana Grande - Thank U, Next
- Khalid - Free Spirit
- Post Malone - Hollywood's Bleeding
- Ed Sheeran - No. 6 Collaborations Project

### Album adult alternative dell'anno
- Half Moon Run - A Blemish in the Great Light
- City and Colour - A Pill for Loneliness
- Leonard Cohen - Thanks for the Dance
- Iskwē - Acākosīk
- Patrick Watson - Wave

### Album adult contemporary dell'anno
- Bryan Adams - Shine a Light
- Nuela Charles - Melt
- Marc Jordan - Both Sides
- Renée Lamoureux - Empower
- Lauren Spencer-Smith - Unplugged Vol. 1

### Album alternative dell'anno
- PUP - Morbid Stuff
- Black Mountain - Destroyer
- Foxwarren - Foxwarren
- Mac DeMarco - Here Comes the Cowboy
- Orville Peck - Pony

### Album blues dell'anno
- Dawn Tyler Watson - Mad Love
- Michael Jerome Browne - That's Where It's At
- Durham County Poets - Hand Me Down Blues
- Big Dave McLean - Pocket Full of Nothin'
- Whitehorse - The Northern South, Vol. 2

### Album per bambini dell'anno
- Big Block Sing Song - Greatest Hits, Vol. 4
- GFORCE - It's GFORCE
- Girl Pow-R - This Is Us
- Diana Panton - A Cheerful Little Earful
- Sharon & Bram - Sharon, Bram & Friends

### Album classico dell'anno - solo o ensemble cameristico
- Angela Schwarzkopf - Detach
- James Ehnes - Beethoven: Violin Sonatas Op. 12
- Ensemble Paramirabo - Alone & Unalone
- Quatuor Molinari - John Zorn: Cat o' Nine Tails, The Dead Man, Memento Mori & Kol Nidre
- Marina Thibault e Marie-Ève Scarfone - Elles

### Album classico dell'anno - grande ensemble cameristico o solista con grande ensemble cameristico
- Orchestre symphonique de Montréal - The John Adams Album
- National Arts Centre Orchestra - The Bound of our Dreams
- Jan Lisiecki con la Academy of Saint Martin-in-the-Fields - Beethoven: Complete Piano Concertos
- Orchestre Métropolitain - Sibelius 1
- Orchestre symphonique de Montréal - Chopin: Concertos Nos. 1 & 2

### Album classico dell'anno - interpretazione vocale o corale
- Ottawa Bach Choir - Handel: Dixit Dominus; Bach & Schutz: Motets
- Chor Leoni Men's Choir - When There is Peace: An Armistice Oratorio
- Gerald Finley - Schubert: Schwanengesang; Brahms: Vier ernste Gesange
- Peter Barrett, Martha Guth, Allyson McHardy e Helen Becque - Summer Night
- Philippe Sly con Le Chimera Project - Schubert: Winterreise

### Album di musica cristiana/gospel dell'anno
- Matt Maher - The Advent of Christmas
- Dan Bremnes - Wherever I Go
- Brian Doerksen - The Heart of Christmas
- Fresh I.E. - III Street Blues
- Brooke Nicholls - Pursue

### Album country dell'anno
- Meghan Patrick - Wild as Me
- Dean Brody - Black Sheep
- Aaron Goodvin - V
- Hunter Brothers - State of Mind
- Dallas Smith - The Fall

### Album elettronico dell'anno
- Rezz - Beyond the Senses
- Bob Moses - Battle Lines
- Electric Youth - Memory Emotion
- Jacques Greene - Dawn Chorus
- Keys N Krates - A Beat Tape for Your Friends

### Album francofono dell'anno
- Les Louanges - La nuit est une panthère
- Koriass - La nuit des longs couteaux
- Jean Leloup - L'Étrange pays
- Loud - Tout ça pour ça
- Fred Pellerin - Après

### Album indigeno dell'anno
- Celeigh Cardinal - Stories from a Downtown Apartment
- Digawolf - Yellowstone
- Nêhiyawak - Nipiy
- Northern Haze - Siqinnaarut
- Riit - Ataataga

### Album strumentale dell'anno
- Alexandra Stréliski - Inscape
- Kevin Hearn - Calm and Cents
- Bill McBirnie e Bernie Senesky - The Silent Wish
- Ron Davis' Symphronica - Symphronica Upfront
- Tanya Tagaq Gillis - Toothsayer

### Album jazz dell'anno - solista
- Jacques Kuba Seguin - Migrations
- The Mark Kelso Jazz Project - The Chronicles of Fezziwig
- Joel Miller - Unstoppable
- Ted Quinlan - Absolutely Dreaming
- John Stetch - Black Sea Suite

### Album jazz dell'anno - gruppo
- Ernesto Cervini's Turboprop - Abundance
- Al Muirhead's Canadian Quintet - Undertones
- Brad Turner Quartet - Jump Up
- Dave Young Trio - Trouble in Mind
- Jane Bunnett and Maqueque - On Firm Ground / Tierra firme

### Album jazz dell'anno - vocale
- Dominique Fils-Aimé - Stay Tuned!
- Jazz Affair - Wishes
- Monkey House - Friday
- Elizabeth Shepherd - Montreal
- Bria Skonberg - Nothing Never Happens

### Album heavy metal dell'anno
- Striker - Play to Win
- The Agonist - Orphans
- Kobra and the Lotus - Evolution
- Lindsay Schoolcraft - Martyr
- Single Mothers - Through a Wall

### Album pop dell'anno
- Alessia Cara - The Pains of Growing
- Bülow - Crystalline
- Elijah Woods x Jamie Fine - 8:47
- Avril Lavigne - Head Above Water
- Walk off the Earth - Here We Go!

### Album rock dell'anno
- The Glorious Sons - A War on Everything
- Big Wreck - ..but for the sun
- The Dirty Nil - Master Volume
- Headstones - Peopleskills
- Sum 41 - Order in Decline

### Album contemporary roots dell'anno
- Lee Harvey Osmond - Mohawk
- Del Barber - Easy Keeper
- Irish Mythen - Little Bones
- Catherine MacLellan - Coyote
- Justin Rutledge - Passages

### Album traditional roots dell'anno
- The Dead South - Sugar & Joy
- Natalie MacMaster - Sketcher
- Miranda Mulholland - By Appointment or Chance
- Cara Luft - Assiniboine and the Red
- April Verch - Once a Day

### Album world music dell'anno
- Djely Tapa - Barokan
- Romina Di Gasbarro - Risorgimento
- Okan - Sombras
- Okavango African Orchestra - Africa Without Borders
- Silla + Rise - Galactic Gala

### Album commedia dell'anno
- Sophie Buddle - Lil Bit of Buddle
- Jarrett Campbell - Straight White Fail
- Adam Christie - General Anxiety Disorder
- Monty Scott - The Abyss Stares Back
- Steph Tolev - I'm Not Well

### Singolo dell'anno
- Shawn Mendes e Camila Cabello - Señorita
- Bülow - Sweet Little Lies
- Alessia Cara - Out of Love
- Scott Helman - Hang Ups
- Lennon Stella - La Di Da

### Singolo classico dell'anno
- Ana Sokolovic - Evta
- Rose Bolton - The Coming of Sobs
- Vincent Ho - Kickin' It 2.0
- Jared Miller - Under Sea, Above Sky
- Bekah Simms - Everything Is...Distorted

### Registrazione dance dell'anno
- Felix Cartal e Lights - Love Me
- Loud Luxury e Bryce Vine - I'm Not Alright
- Ralph - Gravity
- Sultan & Shepard feat. Showtek - We Found Love
- Frak Walker feat. Astrid S - Only When It Rains

### Registrazione R&B/soul dell'anno
- Jessie Reyez, Tory Lanez e Tainy - Feel It Too
- Amaal - Black Dove
- Daniel Caesar - Case Study 01
- Tanika Charles - The Gumption
- Tory Lanez - Chixtape 5

### Registrazione rap dell'anno
- Tory Lanez - Freaky
- 88Glam - 88GLAM2
- Classified - Tomorrow Could Be the Day Things Change
- Killy - Light Path 8
- Nav - Bad Habits

### Registrazione reggae dell'anno
- Lyndon John X - The Warning Track
- Jay Douglas - Jah Children
- Exco Levi - Wah Gwaan
- Petraa - Never Broken
- Storry - Another Man

### Copertina dell'anno
- Kristofer Maddigan - Selections from Cuphead
- Kevin Hearn and Friends - The Superhero Suite
- Ensign Broderick - Bloodcrush/Bloodmyth
- Daniel Caesar - Case Study 01
- Belle Plaine - Malice, Mercy, Grief & Wrath

### Video dell'anno
- Iskwē - Little Star
- Sarahmée - Caraz
- Said the Whale - Record Shop
- Laurence Nerbonne - Back Off
- Corridor - Topographe